# Villeneuve-d'Amont
 Villeneuve-d'Amont  es una comuna y población de Francia, en la región de Franco Condado, departamento de Doubs, en el distrito de Pontarlier y cantón de Levier.
Su población en el censo de 1999 era de 260 habitantes.
Está integrada en la Communauté de communes Altitude 800 .

## Demografía
| 264 | 268 | 261 | 214 | 257 | 260 |
| Para los censos de 1962 a 1999 la población legal corresponde a la población sin duplicidades (Fuente: INSEE [Consultar]) |     |     |     |     |     |